# Інцидент на Янцзи

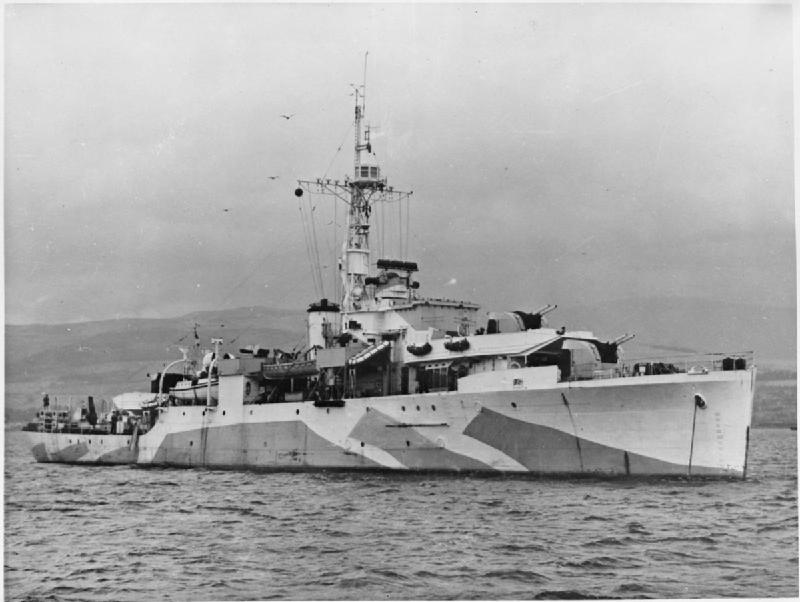
Фрегат «Аметист»

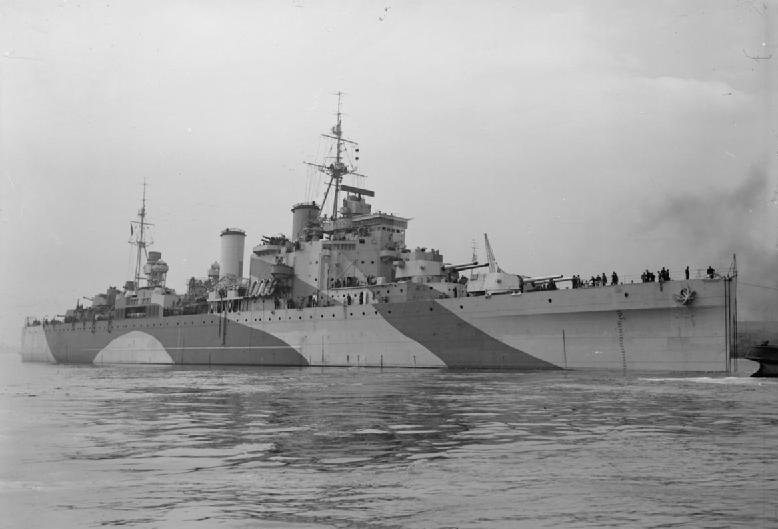
Крейсер «Лондон»

Інцидент на Янцзи — збройна сутичка між кораблями королівських ВМС Великої Британії та батареями народно-визвольної армії Китаю 20—26 квітня 1949 року в нижній течії Янцзи.
Уранці 20 квітня 1949 британський фрегат «Аметист» вирушив вгору за течією Янцзи із Шанхаю до Нанкіну, щоб змінити есмінець «Консорт», що охороняв британське посольство. У цей час комуністи, що наступали на гоміньданівців, захопили північний берег річки й готувалися її форсувати. О 8:31 «Amethyst» було обстріляно зі стрілецької зброї та польової артилерії, що встигла зробити один залп, але снаряди впали з недольотом.
О 9:30, коли «Аметист» проходив Цзянінь, по ньому відкрила вогонь інша батарея. Другий залп серйозно пошкодив кермову рубку і капітанський місток. Як наслідок, було поранено капітана корабля, декілька офіцерів, суднового лікаря та корабельного кота Саймона. Також зазнали пошкоджень корабельні генератор і двигун, унаслідок чого вийшли з ладу гірокомпас та система керування вогнем. Корабель сів на мілину й міг вести вогонь лише двома кормовими гарматами, одна з яких незабаром вийшла з ладу. За певний час старший офіцер наказав припинити вогонь, але китайці обстрілу не припинили. Здорові члени екіпажу отримали гвинтівки та кулемети.
На початку одинадцятої ранку старший офіцер наказав екіпажу евакуюватися вплав, поранених перевозили на єдиному вцілілому човні. 59 членів екіпажу та четверо китайських помічників дісталися південного берега, частину моряків під час переправи було вбито. До 11 години обстріл припинився, втрати британців становили 22 вбитих і 31 поранений. На борту залишалися 52 члени екіпажу, 12 з них були поранені. «Аметист» отримав понад 50 пробоїн.
У цей час «Консорт» спускався за течією з Нанкіна до місця битви. Діставшись до місця, вступив у перестрілку з береговими батареями, але, зазнавши пошкоджень та втрат (10 убитих та 3 поранених), пройшов далі, не зумівши взяти фрегата на буксир.
22 квітня «Аметист» знявся з мілини. Командування кораблем перебрав британський військово-морський аташе.
26 квітня важкий крейсер «Лондон» і фрегат «Чорний лебідь» за командування віце-адмірала Маддена спробували прорватися до «Аметиста» від Шанхая. Крейсер потрапив під вогонь замаскованих батарей і відстрілювався з важкої, середньої та зенітної артилерії. У затісному для маневрування морського корабля просторі він отримав важкі ушкодження, зокрема виведені з ладу 3 гарматні башти. Не дійшовши 15 миль до «Аметиста», «Лондон» розвернувся і пішов назад, незабаром його охопила пожежа. «Чорний лебідь», що йшов слідом, мав 7 поранених. Того ж дня Черчилль зажадав від парламенту спрямувати на місце подій 2 авіаносці.
Наступні 10 тижнів «Аметист» простояв під наглядом частин НВАК. Переговори капітана «Аметиста» з комуністами не давали результату. 30 квітня комуністичний Китай зажадав від західних держав вивести всі війська зі своєї території.
30 липня «Аметист» під прикриттям темряви і вантажного судна знявся з якоря, а вранці наступного дня вирвався в море. Фрегат полагодили, він прослужив на флоті ще 7 років. «Лондон» отримав дуже серйозні пошкодження, що укупі з 20-річним стажем змусило адміралтейство його утилізувати.
1957 року вийшов фільм «Інцидент на Янцзи».